# 舒馬赫山
71°55′S 2°58′W / 71.917°S 2.967°W
舒馬赫山，是南極洲的山峰，位於毛德皇后地的瑪塔公主海岸，處於約爾根峰西南面11公里，屬於阿爾曼嶺的一部分，海拔高度1,230米，挪威製圖師根據探險隊的測量和拍攝的空中照片繪入地圖，現時由南極條約體系管理。